# 里行

里行是中國古代官制術語之一。唐代始置，宋朝沿用。
里行是「見習」的意思，始置於武則天。里行有监察御史里行、殿中里行等，是指「見習官吏」，皆非正官，亦無一定額度。
封演《封氏闻见记·风宪》：“其里行员外试者，俗名为合口椒，言最有毒。监察为开口椒，言稍毒。”實例如栁宗元於貞元十九年任監察御史里行。
此後又有行使一職，亦無額度限制。